# 温泉蛇属
温泉蛇属（意為「溫泉的蛇」），是爬行纲有鳞目游蛇科下的一個属，已知三种，僅見於中国青藏高原海拔3500至4400米的地区，是世界上分布海拔最高的蛇类之一。喜栖息于温泉附近的石堆、水边和沼泽草甸中，因而得名。

## 物種
- 西藏温泉蛇 Thermophis baileyi (Wall, 1907)
- 香格里拉温泉蛇 Thermophis shangrila Peng et al., 2014
- 四川温泉蛇 Thermophis zhaoermii Guo et al., 2008